# Litoral de Aracati (tiểu vùng)
Litoral de Aracati là một tiểu vùng thuộc bang Ceará, Brasil. Tiều vùng này có diện tích 2148 km², dân số năm 2007 là 95855 người.